# Isole del Canale

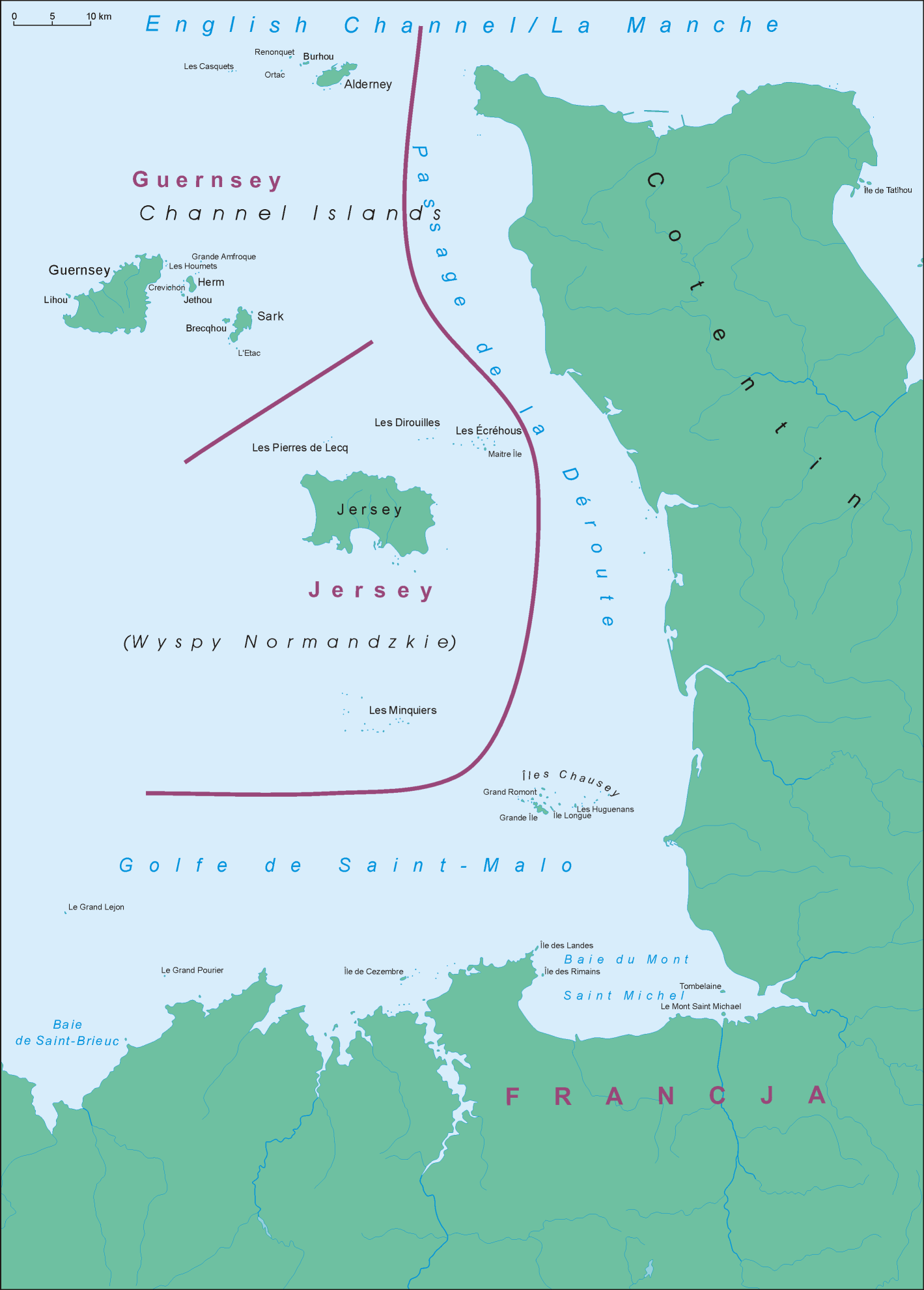
Mappa delle isole del Canale

Le isole del Canale, o isole Normanne (in inglese Channel Islands; in normanno: Îles d'la Manche; in francese: Îles Anglo-Normandes o Îles de la Manche, in bretone Inizi Angl-ha-Norman o Inizi Mor Breizh), sono un arcipelago situato nel canale della Manica.

## Storia
Le isole erano originariamente parte del Ducato di Normandia; nel 1066 il duca Guglielmo il Conquistatore invase e conquistò l'Inghilterra, divenendone il monarca. Alla conclusione della guerra dei cent'anni, la Corona inglese perse tutti i possedimenti francesi, conservando solo le isole del Canale.
Victor Hugo passò molti anni in esilio su Guernsey e vi scrisse I miserabili. Guernsey è anche l'ambientazione di un altro romanzo di Hugo, I lavoratori del mare. Durante la seconda guerra mondiale, le isole subirono l'occupazione tedesca fin dal 1940. Furono le ultime zone occupate ad arrendersi, il 16 maggio 1945.
Tradizionalmente, i governi delle isole rispondevano al sovrano britannico in Consiglio (dove egli veniva tradizionalmente affiancato dal Segretario agli Interni) fino al 2001, quando la responsabilità per le isole del Canale e l'Isola di Man passò al Dipartimento del Lord Cancelliere; nel 2003 questo fu sostituito da un Dipartimento degli Affari costituzionali.

## Suddivisione amministrativa
Politicamente, esse sono divise tra i baliati di Guernsey e di Jersey, entrambe dipendenze della Corona britannica, pur non essendo parte del Regno Unito. Esse fanno parte del Ducato di Normandia, pertanto, Elisabetta II del Regno Unito era spesso salutata come duca di Normandia, nonostante fosse una donna (poiché il termine duchessa veniva usato solo per la consorte del duca) secondo l'esempio stabilito al tempo di Matilde d'Inghilterra nel XII secolo e confermato dalle sovrane successive.
Comunque, conformemente al trattato di Parigi del 1763 che riconosceva alla famiglia reale francese il titolo ducale di Normandia, ella non era tecnicamente il duca e governava in qualità di regina.
Nessuna delle isole ha una rappresentanza nel Parlamento britannico e gli atti del Parlamento sono estesi alle isole solo per ordine del concilio, dopo consultazione locale.
I loro cittadini posseggono passaporto britannico con la dicitura British Islands anziché United Kingdom.
In base all'Interpretation Act del 1978, sono considerate parte delle British Islands, da non confondersi con le British Isles, delle quali fanno parte per ragioni storiche .
Le isole abitate delle isole del Canale sono: Jersey, Guernsey, Alderney, Sark, Herm, Jethou, Brecqhou e Lihou. Tutte queste, ad eccezione di Jersey, compongono il baliato di Guernsey; esiste anche una piccola isola abitata, Chausey, a sud di Jersey, che appartiene alla Francia ed è poco conosciuta.

## Isole
Generalmente, col termine "isole del Canale" ci si riferisce alle dipendenze della Corona britannica, ovvero ai due baliati di Jersey e di Guernsey; tuttavia, a livello geografico, vi rientrano anche le isole francesi Chausey (appartenenti al comune di Granville).
 Regno Unito - Dipendenza della Corona britannica:
 Jersey
- Isola di Jersey (Jèrri)
- Les Pierres de Lecq (Les Pièrres dé Lé):
  - L'Êtchièrviéthe
  - La Rocque du Nord
  - L'Êtaîse (L'Êtaîthe)
  - Lé Bel
  - Lé Longis
  - La P'tite Mathe
  - La Grôsse
  - La Grand' Mathe
  - La Greune dé Lé (La Bonnette)
  - La Greune du Seur-Vouêt
  - L'Orange
  - La Vouêtaîse (La Vouêtaîthe / La Vouêt'rêsse)
  - La Cappe
  - La Douoche
  - Lé Byi
  - La Rocque Mollet
  - L'Êtché au Nord-Vouêt
  - La Galette
  - La Briarde
  - La Sprague
  - La Niêthole Jean Jean (Lé Gouoillot)
- Les Dirouilles (Les Dithouïl'yes / Les Pièrres / The Rocks):
  - Les Buthons
  - L'Êtotchet
  - La Froutchie
  - La Forêt
  - Lé Gros Rotchi
  - La Greune ès Dards
  - La Greune du Sond
  - Lé Haut Rotchi
  - Les Jeunmelles
  - La Néthe Rocque
  - La Pliatte, La Pliatte Rocque
  - Lé Trav'sain
  - La Hau
- Les Écréhous:
  - Maîtr'Île
  - La Marmotchiéthe (La Marmotière)
  - Lé Bliantch'Île (La Blanche Île)
  - Les D'mies
  - La Grand' Naithe
  - L'Etchièrviéthe
  - Lé Fou
  - La Froutchie
- Les Minquiers (Les Mîntchièrs / The Minkies):
  - Maîtresse Île (Maîtr' Île)
  - Les Maisons
  - Le Niêsant
  - Les Faucheurs
  - La Haute Grune

 Guernsey
- Isola di Guernsey (Guernési / Guernesey):
  -  Herm
  - Jethou
  - Caquorobert (Caguerobert)
  - Crevichon
  - Grande Amfroque
  - Lihou:
    - Lissroy
    - Lihoumel

  - Les Houmets:
    - Houmet Benest (Houmet Benêt)
    - Hommet
    - Houmet Paradis (Houmet de l'Eperquerie)
    - Hommetol (Omptolle)
- Sark (Sercq / Sèr / Cerq):
  -  Brecqhou
  - L'Etac de Sark
- Alderney (Aurigny / Aoeur'gny):
  - Burhou
  - Ortac (The Eagle's Nest)
  - Renonquet
  - Les Casquets (The Casquets):
    - Sastériaux
    - Anfroque
    - Niangle
    - Fond du Croc
    - Les Jumelles
    - La Grosse
    - La Clanque
    - Les Eguillons
    - Le Grac
    - La Fosse-Malière
    - Sauquet
    - Hommeau
    - Floreau
    - La Brinebetais
    - La Queslingue
    - Croquelihou
    - La Fourche
    - Le Saut
    - Noire Pute
    - Coupie
    - Orbue

  Francia:
- Îles Chausey:
  - Grande Île (Calsoi) [45 ha]
  - La Genêtaie [1,82 ha]
  - La Meule [1,38 ha]
  - La Houllée [0,86 ha]
  - L'Île aux Oiseaux [0,62 ha]
  - Grand Épail [0,29 ha]
  - Îles des Huguenans (Les Huguerons)
  - Mouillage de Beauchamp
  - Roche Ango
  - Pignon
  - Roc à la Mauve
  - Hibou
  - Les Pérocrets
  - Les Roches des Caniards
  - Les Carniquets
  - Les Blainvillais
  - Longue-Île
  - Le Grand Colombier
  - Les Trois Îlets
  - Grand Anerêt [2 ha]
  - Petit Anerêt
  - Le Petit Romont
  - Le Grand Romont
  - L'Enseigne
  - Plate-Île
  - Les Jaunes
  - Le Chapeau
  - La Massue
  - La Houssaie
  - La Déchirée
  - La Pointue
  - Les Cavales